# Bernard Zénier
Bernard Zénier (* 21. August 1957 in Giraumont) ist ein ehemaliger französischer Fußballspieler. Nach Beendigung seiner Spielerlaufbahn arbeitete er als Vereinsfunktionär.

## Vereinskarriere
Bereits als Jugendlicher weckte Bernard Zénier, der bei einem Amateurverein aus dem lothringischen Florange spielte, das Interesse des benachbarten FC Metz, der den gerade erst 17 gewordenen Linksaußen 1974 verpflichtete. In seiner ersten Saison in der höchsten Spielklasse kam er nur in fünf Punktspielen zum Einsatz, erzielte dabei aber auf Anhieb vier Treffer. Für den Fußball hatte er sogar die Schule abgebrochen, nachdem er durch die Abschlussprüfung gefallen war. In den folgenden drei Jahren wurde Zénier zum Stammspieler bei Metz und belegte mit der Mannschaft im Abschlussklassement der Division 1 jeweils Mittelfeldränge. Besseres als ein sechster Platz 1975/76 sprang dabei nicht heraus; allerdings erreichte er mit den Messins in der gleichen Saison Pokalhalbfinale und wurde zudem 1977 zum Nationalspieler (siehe unten).
1978 wechselte er zum benachbarten Konkurrenten AS Nancy, und erst dort entfaltete er seine Qualitäten als Torschütze vollständig; in der Spielzeit 1978/79 erreichte er unter allen Liga-Toptorjägern mit 15 Treffern den zehnten Rang, 1980/81 sogar den siebten (16 Treffer) und 1981/82 mit 13 Toren Platz zwölf. 1979 erlitt Bernard Zénier einen Beinbruch, drei Jahre später führte eine schwere Knieverletzung erneut zu einer längeren Spielpause. Auch mit Nancy waren nationale Titel während seiner dortigen fünf Jahre nicht zu gewinnen; immerhin stand er 1978/79 in allen vier Begegnungen der ASN anlässlich des europäischen Pokalsieger-Cups gegen BK Frem Kopenhagen und Servette Genf und schoss auch dort zwei Tore. Zur Saison 1983/84 holten ihn die Girondins Bordeaux, und dort gewann er auf Anhieb auch den Meistertitel. Dazu hatte er allerdings nur vier Tore beisteuern können und war von Trainer Aimé Jacquet in lediglich 25 Punktspielen aufgestellt worden, dazu in beiden Partien des UEFA-Pokals, in dem 1. FC Lokomotive Leipzig allerdings hochfliegende Pläne der Girondins frühzeitig beendete. Zénier wurde anschließend an den Aufsteiger Olympique Marseille verkauft, der zu den zahlungskräftigsten französischen Vereinen gehörte, die in dieser Zeit vermehrt auf den Kauf „fertiger Spieler“ als auf den Einbau eigener Jungtalente setzten. Aber er wurde an der Mittelmeerküste nicht richtig heimisch, und als Olympique 1986 das Landespokalfinale gegen Bordeaux verlor, fand er nicht einmal als Einwechselspieler Berücksichtigung.
Deshalb kehrte er 1986 nach Metz zurück und feierte schon zehn Monate später einen ersten persönlichen Erfolg: seine 18 Punktspieltreffer machten ihn zum besten Erstliga-Torschützen der Saison. Ein Jahr später gelang ihm – auch dank seiner drei Torerfolge – mit dem FC der Einzug in ein weiteres Pokalfinale, und darin stand er vom Anpfiff weg auf dem Rasen. Im entscheidenden Elfmeterschießen gegen den FC Sochaux verwandelte Zénier als erster seinen Strafstoß. Bei Metz’ Erstrunden-Aus im Europapokal der Pokalsieger 1988/89 fehlte er hingegen in beiden Partien gegen den RSC Anderlecht; eine erneute Verletzung hatte ihn auch nur 21 Saisoneinsätze in der französischen Liga bestreiten lassen. 1991 beendete er nach 466 Spielen mit 130 Treffern in der Division 1 seine aktive Zeit. Dem Klub blieb er, der mit der Tochter von Metz’ Ex-Präsidenten Carlo Molinari verheiratet ist, allerdings bis in die Gegenwart (2012) treu. Bis 2009 war Bernard Zénier selbst Mitglied des Vereinspräsidiums, seither ist er als „Talentspäher“ der Messins tätig.

### Stationen
- bis 1970: AS Florange (als Jugendlicher)
- 1974–1978 FC Metz
- 1978–1983 AS Nancy
- 1983/84 Girondins Bordeaux
- 1984–1986 Olympique Marseille
- 1986–1991 FC Metz

## In der Nationalmannschaft
Bernard Zénier hat insgesamt 30 Mal für die verschiedenen Jugendauswahlmannschaften gespielt; 1976 belegte er mit der französischen A-Jugend den vierten Platz beim UEFA-Juniorenturnier in Ungarn. Als Erwachsener brachte er es hingegen nur auf fünf A-Länderspiele für Frankreich, wobei er in drei Begegnungen jeweils erst nach gut 60 Spielminuten eingewechselt wurde. Sein Debüt bei den Bleus erfolgte im Februar 1977 anlässlich eines 1:0-Sieges gegen die Bundesrepublik, als Trainer Hidalgo den Metzer auf der Suche nach einer neuen Angriffsreihe berücksichtigte. Auf dem linken Flügel hatte er allerdings in Loïc Amisse, Didier Six und Bruno Bellone sehr starke Konkurrenten. Deshalb dauerte es fünf Jahre, ehe er wieder berufen wurde. Obwohl ihm Anfang 1982 gegen Nordirland sein einziger Treffer im Nationaldress gelang, fand er wegen einer Knieverletzung (siehe oben) keine Berücksichtigung im endgültigen Aufgebot für die Weltmeisterschaftsendrunde im selben Jahr, ebenso wenig zwei Jahre später für die Europameisterschaft im eigenen Land. Anschließend vergingen noch einmal fast fünf Jahre, bevor er im November 1987 bei der 0:1-Heimniederlage gegen die DDR in einem Qualifikationsspiel zur Europameisterschaft 1988 zum letzten Mal für die Bleus auf dem Platz stand.

## Palmarès
- Französischer Meister: 1984
- Französischer Pokalsieger: 1988
- Bester Torschütze der Division 1: 1986/87
- 5 A-Länderspiele für Frankreich, 1 Treffer